# Jonas Sjöstedt
Jonas Sjöstedt (ur. 25 grudnia 1964 w Göteborgu) – szwedzki polityk, działacz związkowy, poseł do Riksdagu, deputowany do Parlamentu Europejskiego, w latach 2012–2020 przewodniczący Partii Lewicy.

## Życiorys
Pracował w fabryce Volvo w Umeå, zaangażował się w działalność związkową. W 1995, 1999 i 2004 był wybierany na posła do Parlamentu Europejskiego. Należał do Konfederacyjnej Grupy Zjednoczonej Lewicy Europejskiej i Nordyckiej Zielonej Lewicy, pracował m.in. w Komisji Ochrony Środowiska Naturalnego, Zdrowia Publicznego i Bezpieczeństwa Żywności. W PE zasiadał do 2006, kiedy to wyjechał do Nowego Jorku.
W wyborach krajowych w 2010 został wybrany w skład Riksdagu z okręgu Västerbotten, a w 2012 stanął na czele Partii Lewicy. W 2014 i 2018 uzyskiwał poselską reelekcję. W październiku 2020 na funkcji przewodniczącego Partii Lewicy zastąpiła go Nooshi Dadgostar. W następnym miesiącu zrezygnował z mandatu poselskiego. W 2024 ponownie został wybrany do Europarlamentu.